# 吕德世
呂德世（?—?），略陽郡（治今甘肅天水市）氐族人。後涼懿武帝呂光之弟。後涼宗室。
389年二月，吕光自称为三河王，大赦，改年号为麟嘉，设文武百官。吕光的妻子石氏、儿子吕绍、弟弟吕德世从仇池来到姑臧。吕光册立石氏为王妃，吕绍为世子。